# Indirect rule
 (novembre 2013).
Si vous disposez d'ouvrages ou d'articles de référence ou si vous connaissez des sites web de qualité traitant du thème abordé ici, merci de compléter l'article en donnant les références utiles à sa vérifiabilité et en les liant à la section « Notes et références ».
L'indirect rule était un régime de colonisation, largement appliqué dans l'Empire britannique et en particulier dans les colonies africaines et dans l'Empire britannique des Indes. Néanmoins, certaines colonies n'étaient pas sous ce régime mais sous celui du direct rule.

## Fonctionnement
Une fois les territoires conquis et pacifiés, il était parfois difficile de déployer sur place une administration coloniale d'occupation suffisante.
Les territoires sous le régime de l'indirect rule étaient alors gérés par des chefs indigènes au profit de la nation coloniale. Ces chefs traditionnels lui garantissaient en général des avantages commerciaux (monopoles de commerce et concessions) et versaient l'impôt, en échange de quoi la puissance coloniale garantissait militairement leur pouvoir.
Les administrations locales étaient souvent directement intégrées à l'administration coloniale britannique.

## Avantages pour le colonisateur
Le principal avantage du régime de l'indirect rule était de réduire la présence coloniale nécessaire. En effet, en s'appuyant sur des dirigeants indigènes, les Britanniques s'assuraient la collaboration de l'administration existante et pouvait ainsi réduire leur présence sur place.
Elle garantissait également la loyauté des chefs en place, qui avaient ainsi la certitude de ne pas être renversés par d'autres chefs tant qu'ils étaient soutenus par le pouvoir britannique.
Ce système fut utilisé aussi dans les colonies françaises pour réduire la résistance au régime de l'indigénat.